# Fulgencio Yegros (Paraguay)
Fulgencio Yegros, chiamata spesso semplicemente Yegros, è una località del Paraguay, situata nel dipartimento di Caazapá, a circa 278 km dalla capitale del paese, Asunción. Forma uno dei dieci distretti in cui è suddiviso il dipartimento.

## Origine del nome
La località fu fondata il 17 dicembre 1891 da coloni europei appartenenti a 21 diverse nazionalità; il suo primo nome fu Colonia Juan Gualberto González, in onore al presidente che ne promulgò il decreto di fondazione. In seguito la località cambiò nome numerose volte, fino ad assumere l'attuale in onore di Fulgencio Yegros, uno dei padri dell'indipendenza del Paraguay. Fulgencio Yegros è considerata la sola località paraguayana sorta su un progetto prestabilito, con strade diagonali convergenti in una grande piazza circondata da altre 4 piazze più piccole.

## Popolazione
Al censimento del 2002 Fulgencio Yegros contava una popolazione urbana di 1.067 abitanti (5.958 nel distretto), secondo i dati della Dirección General de Estadística, Encuestas y Censos.